# Leila Josefowicz
Leila Bronia Josefowicz (* 20. Oktober 1977 in Mississauga, westlich von Toronto in der Provinz Ontario) ist eine kanadische Violinistin.

## Leben
Leila Josefowicz wurde als Kind einer polnisch-englischen Familie geboren. Ihre Mutter Wendy ist Genetikerin, der Vater Jack Physiker. Kurz nach der Geburt zog die Familie nach Kalifornien um, etwas nördlich von Los Angeles.
Ihr Vater liebte die Violine und so erhielt sie ihren ersten Geigenunterricht mit dreieinhalb Jahren nach der Suzuki-Methode. Ab 5 Jahren lernte sie bei Idel Low, ab 8 bei Robert Lipsett, einem vielfach ausgezeichneten Violinlehrer. Als Wunderkind trat sie auf Partys und Galas in Hollywood und Beverly Hills auf, die zu Ehren von Präsidenten und Stars gegeben wurden. Im Alter von 10 Jahren trat sie in einer landesweit im Fernsehen übertragenen NBC-Show auf zu Ehren von Bob Hope, bei der Gäste wie Ronald Reagan, Andrew Lloyd Webber, die Martha Graham Dance Company und der Pianist Van Cliburn anwesend waren. Sie spielte die Scherzo-tarantelle von Henryk Wieniawski und erzielte ein so großes Echo in den Medien, dass sie ihren ersten großen Management-Vertrag mit IMG bekam.
Mit 13 Jahren zog sie mit ihrer Familie nach Philadelphia, um am Curtis Institute of Music zu studieren. Sie hatte Violinunterricht bei Jaime Laredo, Joseph Gingold, Felix Galimir und Jascha Brodsky. Zusätzlich lernte sie bei Felix Galimir Kammermusik. Darüber hinaus wurde sie maßgeblich beeinflusst von Seiji Ozawa und Sir Neville Marriner, den sie als ihren Mentor betrachtet. Ihre musikalischen Vorbilder sind Nathan Milstein, Jascha Heifetz, Bronisław Huberman und Fritz Kreisler.
Leila Josefowicz lebt heute in New Yorks Upper West Side. 2006 trennte sie sich von ihrem Mann, dem Dirigenten Kristjan Järvi. Sie hat mit ihm einen Sohn, Lukas.

## Solistin
Mit 16 Jahren debütierte Leila Josefowicz 1994 in der Carnegie Hall mit Tschaikowskis Violinkonzert in Begleitung der Academy of St. Martin in the Fields unter Sir Neville Marriner. Zu den vielen bedeutenden Orchestern, mit denen sie gespielt hat, zählen:
- in den USA die Big Five, d. h. das New York Philharmonic, das Boston Symphony Orchestra, das Chicago Symphony Orchestra, das Philadelphia Orchestra und das Cleveland Orchestra
- in Europa das London Philharmonic Orchestra, das Concertgebouw-Orchester, das BBC Symphony Orchestra, das Oslo Philharmonic Orchestra, das Leipziger Gewandhausorchester, das Radio-Sinfonie-Orchester Frankfurt, das Gürzenich-Orchester Köln, das Orchestre National de France, Orchestre National de Belgique, die Wiener Symphoniker, die Bamberger Symphoniker und das Deutsche Symphonieorchester Berlin
- in Asien das NHK Symphony Orchestra Tokio und das Asian Youth Orchestra.

Sie arbeitete mit angesehenen Dirigenten wie Seiji Ozawa, Waleri Gergijew, Wolfgang Sawallisch, Charles Dutoit, Kurt Sanderling, Mikko Franck, Iván Fischer, Markus Stenz und Franz Welser-Möst zusammen.
Im September 2003 war sie Solistin beim berühmten Konzert Last Night of the Proms in der Londoner Royal Albert Hall.
Ihre letzte Deutschlandtournee führte sie im November 2006 mit dem Bergen Philharmonic Orchestra nach Wiesbaden, Regensburg, Köln und Düsseldorf. 2016 spielte sie in Berlin mit den Berliner Philharmonikern das Violinkonzert Scheherazade.2 unter dem Dirigat von John Adams.

## Neue Musik
Leila Josefowicz pflegt engen Kontakt zu den Komponisten John Adams und Oliver Knussen. Sie integriert Neue Musik in ihre Programme und spielt Uraufführungen neuer Werke.
Esa-Pekka Salonen, Colin Matthews, Steven Mackey und John Adams komponierten mehrfach Violinkonzerte nur für Josefowicz.
So spielte sie die Weltpremiere der für ihr Violinspiel geschriebenen dramatischen Symphonie Scheherazade.2 für Violine und Orchester von John Adams im März 2015 mit dem New York Philharmonic unter der musikalischen Leitung von Alan Gilbert.
Luca Francesconis Konzert Duende – The Dark Notes, auch eigens für Josefoqicz komponiert, hatte seine Weltpremiere mit ihr 2014 mit dem Swedish Radio Symphony Orchestra und Susanna Mälkki, bevor es von Josefowicz, Mälkki und das BBC Symphony Orchestra bei den BBC Proms im Juli 2015 präsentiert wurde.
Berühmt wurde bereits früher ihre Interpretation des Adams-Violinkonzerts mit dem BBC-Sinfonieorchester im Januar 2002 im Rahmen des John Adams Festivals, das in ganz Europa ausgestrahlt wurde.
Offen für „jazzige Petitessen“ arbeitet sie eng mit dem Pianisten John Novacek zusammen.
Zeitnah trat sie mit Orchestern wie dem BBC Symphony, Chicago Symphony, Baltimore Symphony, Ottawa’s National Arts Centre Orchestra, Orchestre Philharmonique de Radio France, Gürzenich-Orchester Köln, Tonhalle-Orchester Zürich und Filarmonica della Scala auf. In der Saison 2015/16 spielte sie auch mit dem London Symphony, Royal Concertgebouw, Tokyo Metropolitan Symphony und Sydney Symphony, dem Orquesta Nacional de España, und dem Finnish Radio Symphony Orchestra, auch auf ihrer Tour in Österreich.
Zuletzt nahm sie Esa-Pekka Salonens Violinkonzert mit dem Finnish Radio Symphony Orchestra unter musikalischer Leitung des Komponisten auf, woraufhin die Aufnahme 2014 für einen Grammy Award nominiert wurde.

## Instrument
- 1993–1994: Ruby-Stradivari von 1708, Leihgabe der Stradivari Society
- 1994: Ebersolt-Guarneri del Gesù von 1739, Leihgabe von Herbert R. Axelrod

## Auszeichnungen
- 1994 Avery Fisher Career Grant. Der Preis wird in den USA alljährlich herausragenden Solo-Instrumentalisten verliehen und ist mit 10.000 $ dotiert.
- 1995 Diapason d’or für das Debütalbum
- 1996 Diapason d’or für das Solo-Album
- 2005 Nominierung des Albums Road Movies für einen Grammy
- 2005 Cover-Story des Classic FM Magazine
- 2006 Cover-Story des BBC Music Magazine[3]
- 2006 Cover-Story des Strad Magazins[4]
- 2007 MacArthur Fellow

## Diskografie
Von 1994 bis 2005 hatte Leila Josefowicz einen Exklusivvertrag mit Philips Classics. Ab 2005 ist sie bei Warner Classics unter Vertrag. Gegenüber ihren Plattenfirmen hat Leila Josefowicz sich stets gegen sexuelle Marketingkampagnen gewehrt. Sie lehnt diese Techniken, mit denen z. B. Vanessa-Mae vermarktet wurde, ab: „Also ich muss mich nicht als Sexsymbol präsentieren. Wenn sich die Leute bei mir nur auf einzelne Körperteile konzentrieren würden, träte die Kunst in den Hintergrund. Und das will ich nicht.“
| veröffentlicht | Stücke | Mitwirkende | Verlag/Nr.                    | Typ   |
| -------------- | --- | --- | ----------------------------- | ----- |
| 2006           | Shostakovich - Violin Concerto No. 1 in A minor, Op. 99 - Violin Sonata, Op. 134 | - City Of Birmingham Symphony Orchestra - Sakari Oramo (Dirigent) - John Novacek (Klavier) | Warner Classics 2564 62997-2  | CD    |
| 2005           | Recital - Messiaen: Theme and Variations - Ravel: Violin Sonata in G major - Grey: San Andreas Suite (Weltpremiere) - Salonen: Lachen Verlernt (Weltpremiere) - Beethoven: Violin Sonata No. 10 in G major, op. 96 - Brahms: Scherzo in C minor | - John Novacek (Klavier) | Warner Classics 2564 61948-2  | 2 CDs |
| 2004           | John Adams: Road Movies | | Philips Classics              | CD    |
| 2004           | The Last Night Of The Proms 2003 | - Leonard Slatkin (Dirigent) - Angela Gheorghiu (Sängerin) - BBC Symphony Orchestra - BBC-Chorus - BBC-Singers | Warner Classics               | CD    |
| 2003           | John Adams - Tromba Lontana - Violin Concerto - The Wound-Dresser | - BBC Symphony Orchestra - Christopher Maltman (Bariton) - John Adams (Dirigent) | BBC-Late Junction             | CD    |
| 2001           | Prokofiev & Tchaikovsky Violin Concertos | - Montreal Symphony Orchestra - Charles Dutoit (Dirigent) | Philips Classics              | CD    |
| 2000           | Americana | - John Novacek (Klavier) | Philips 462 948-2             | CD    |
| 2000           | Mendelssohn & Glazuvov Violin Concertos | - Montreal Symphony Orchestra - Charles Dutoit (Dirigent) | Philips Classics              | CD    |
| 1998           | For The End Of Time - Suite populaire espagnole für Violoncello und Klavier - Quatour pour la fin du temps - Sonate für Violine und Klavier Nr. 3 c-moll op. 45 - Sonate für Violine und Klavier Nr. 1 op. 21                                   | - John Novacek (Klavier) | Philips Classics 002894565712 | CD    |
| 1997           | Violin for Anne Rice | - Academy of St. Martin-in-the-Fields - Sir Neville Marriner (Dirigent) - Charles Curtis Cello - Brandon Ross (Gitarre) - Ira Coleman (Bass) - Cyro Baptista (Schlagzeug) - Robert Sadin (Schlagzeug Programmierung) | Philips 462 032-2             | CD    |
| 1997           | Bohemian Rhapsodies | - Academy of St. Martin in the Fields - Sir Neville Marriner (Dirigent) | Philips Classics 002894544402 | CD    |
| 1996           | Solo | | Philips Classics              | CD    |
| 1995           | Tchaikovsky & Sibelius Violin Concertos | - Academy of St. Martin in the Fields - Sir Neville Marriner (Dirigent) | Philips Classics              | CD    |